# Olov Rylander
Axel Olov Rylander (i riksdagen kallad Rylander i Västerås, senare Rylander i Uppsala), född 19 augusti 1900 i Flisby, död 12 juli 1988 i Västerås, var en svensk borgmästare, landshövding och politiker (folkpartist).

## Biografi
Rylander blev juris kandidat vid Uppsala universitet 1924 och tjänstgjorde därefter i häradsrätt och hovrätt, för att slutligen vara borgmästare i Västerås stad 1939-1959. Han var sedan landshövding i Uppsala län 1959-1967.
Rylander var riksdagsledamot i andra kammaren för Västmanlands läns valkrets 1945-1960. I riksdagen var han bland annat vice ordförande i första lagutskottet 1948 och ordförande i samma utskott 1949-1959. Han var främst engagerad i rättsfrågor och ledde också flera statliga utredningar. I riksdagen skrev han 46 egna motioner mest rörande rättsväsendet, t ex domarkårekrytering och stöd åt frigivna fångar.
Rylander är far till diplomaten Sten Rylander.